# Gran icosidodecàedre truncat
En geometria, el gran icosidodecàedre truncat o gran icosidodecàedre quasitruncat és un políedre uniforme no convex indexat com a U68. Té un símbol de Schläfli t0,1,2{5/3,3} i un diagrama de Coxeter-Dynkin .

## Coordenades cartesianes
Les cordenades cartesianes dels vèrtexs del gran icosidodecàedre truncat centrat a l'origen són totes les permutacions parells de:
(±τ, ±τ, ±(3−1/τ)),
(±2τ, ±1/τ, ±(1−2/τ)),
(±τ, ±1/τ², ±(1+3/τ)),
(±(1+2/τ), ±2, ±(2−1/τ)) i
(±1/τ, ±3, ±2/τ),
on τ = (1+√5)/2 és la raó àuria.